# Andrea Salvietti
Andrea Salvietti (Fiesole, 25 marzo 1952) è un ex canoista italiano.

## Biografia
Nato nel 1952 a Fiesole, in provincia di Firenze, a 24 anni ha partecipato ai Giochi olimpici di Montréal 1976, nel K-4 1000 m insieme a Luciano Buonfiglio, Massimo Moriconi e Pier Duilio Puccetti, arrivando 7º in batteria con il tempo di 3'19"60 e uscendo poi al ripescaggio, 4º in 3'19"53.